# Łukasz Gołębiewski
Łukasz Gołębiewski (ur. 1971 w Warszawie) – prozaik, dziennikarz, krytyk i wydawca. Absolwent Wydziału Dziennikarstwa na Uniwersytecie Warszawskim oraz enologii na Wydziale Farmacji Uniwersytetu Jagiellońskiego. Ekspert w dziedzinie mocnych alkoholi, juror w konkursach win i mocnych trunków w Polsce i za granicą.

## Twórczość
Wydał zbiór wierszy i opowiadań Naprzód. Symbole, kolory i rytmy (1990), jako współautor z Magdą Gołębiewską zbiór wierszy Ergo Sum (1991), minipowieść Franz i Aleksander (1993) i opowiadanie Franz i Aleksander 2: Ostatni lot (1996), zbiór opowiadań Alkohol (2000). W 2007 opublikował skandalizującą powieść Xenna – moja miłość. W tym samym roku ukazała się jego książka podróżnicza Meksyk – kraj kontrastów (ze zdjęciami Soni Dragi, wydanie albumowe), w 2008 powieść Melanże z Żyletką, a w 2009 roku – powieść Disorder i ja. W 2010 roku wydawnictwo Jirafa Roja wydało czwartą powieść Łukasza Gołębiewskiego pod tytułem Złam prawo. W 2011 roku ukazała się powieść Bomba w windzie. W 2012 roku opublikował powieść historyczną o upadku miasta Tenochtitlán w 1521 roku pt. Krzyk Kwezala, a w 2013 roku powieść współczesną, której akcja rozgrywa się w Meksyku Bandyci Rodriguez. Kolejna powieść, z 2014 roku, pt. Kobiety to męska specjalność, ukazała się nakładem wydawnictwa Burda Publishing Polska. W tym samym wydawnictwie w 2015 roku wyszła powieść historyczna o Hieronimie Boschu pt. Widzenia mistrza Hieronima. Po dłuższej przerwie opublikował w 2020 roku satyryczną książkę 3M - Miasto, Mafia & Miłość.
W latach 1989–1994 związany z niezależnym pismem artystycznym Enigma Ludzie * Sztuka * Myśli.
21 września 2008 r. otrzymał nadaną przez Ministra Kultury i Dziedzictwa Narodowego odznakę „Zasłużony dla Kultury Polskiej”.

## Działalność dziennikarska i wydawnicza
Był dziennikarzem dzienników „Życie Codzienne” i „Rzeczpospolita”. W latach 2000–2017 był prezesem zarządu spółki Biblioteka Analiz Sp. z o.o. Od 1998 był wydawcą miesięcznika „Magazyn Literacki Książki”, od 2000 dwutygodnika „Biblioteka Analiz”. Autor licznych raportów o polskim rynku wydawniczo-księgarskim, m.in. publikowanych na łamach „Rzeczpospolitej” rankingów największych polskich wydawnictw. Autor wielu książek poświęconych analizom rynku, w tym od 1998 roku corocznej monografii Rynek książki w Polsce przetłumaczonej na j. niemiecki i angielski. W 2005 opublikował wspólnie z Piotrem Kitrasiewiczem książkę Rynek książki w Polsce 1944-1989. W 2008 roku wydał książkę eseistyczną poświęconą kulturze cyfrowej Śmierć książki. No Future Book, zawarte w niej idee autor kontynuował w wydanej w 2009 roku Szerokopasmowej kulturze oraz w opublikowanym w 2013 roku eseju Gdzie jest czytelnik?.
Prowadzi największy w Polsce serwis poświęcony mocnym alkoholom Spirits. W 2014 roku opublikował monografię pt. Wódka, prezentującą historię trunku i najważniejsze światowe marki, w 2015 roku monografię pt. Koniak, zaś w 2016 roku kolejne tomy: Bourbon i amerykańska whiskey, Świat brandy oraz Calvados. W 2017 roku wydał książkę Irlandzka whiskey, w 2018 roku książkę Gin, a w 2019 roku kolejny tom pt. Grappa. W 2020 roku opublikował książkę Sztuka degustacji. W 2021 roku ukazała się książka Polska wódka, w 2022 roku książka Blended whisky, w 2025 roku kolejna książka Sherry, porto, madera, marsala… wermut i mistele.
Redaktor naczelny i wydawca dwumiesięcznika o mocnych alkoholach „Aqua Vitae”, prowadzi klub Spirits Tasting Club oraz grupę Degustujemy na Facebooku. Organizator konkursu i Festiwalu Warsaw Spirits Competition. 